# Тортунов, Борис Владимирович
Бори́с Влади́мирович Тортуно́в (род. 14 августа 1973, Челябинск) — российский хоккеист, вратарь. Мастер спорта России международного класса. Тренер.

## Карьера
Начинал заниматься хоккеем в возрасте 13 лет в челябинской спортшколе «Сигнал», в сезоне 1991/92 дебютировал в составе челябинского «Мечела». В 1992 году перешёл в магнитогорский «Металлург», с которым добился наивысших успехов в своей карьере, став чемпионом России и Евролиги. Дважды уходя из команды и возвращаясь снова, в общей сложности провёл за «Металлург» семь с половиной сезонов.
В январе 2000 года перешёл в ярославское «Торпедо» (впоследствии «Локомотив»), в котором провёл полтора сезона. В 2001 году перешёл в московские «Крылья Советов», в том же году сыграл за сборную России на шведском этапе Еврохоккейтура. Впоследствии играл за воскресенский «Химик», казанский «Ак Барс», челябинский «Трактор», омский «Авангард», минское «Динамо» в чемпионате Беларуси, чеховский «Витязь». В сентябре 2009 года провёл несколько матчей за словенский клуб «Акрони Есенице», после чего завершил карьеру игрока.
В 2009—2012 годах жил в Беларуси, где играл за Президентский клуб в любительских и показательных матчах. 27 мая 2010 года был назначен генеральным директором белорусского женского хоккейного клуба «Пантера». Проработал в клубе около двух лет.
С 12 августа 2013 года работает тренером вратарей казахстанского клуба «Сарыарка», выступающего в ВХЛ.
С 19 ноября 2015 года — тренер «Челмета».
26 сентября 2017 года был признан одним из организаторов договорных матчей в высшей лиге чемпионата Беларуси по футболу между «Ислочью» и брестским «Динамо».
С 2020 года работал ассистентом главного тренера ХК «Ростов».

## Награды и достижения
- Чемпион хоккейной Евролиги (1999)
- Чемпион России (1999)
- Серебряный призёр чемпионата России (1998, 2006)
- Бронзовый призёр чемпионата МХЛ (1995)
- Обладатель Кубка России (1998)
- Финалист Кубка МХЛ (1996)